# Забриски пойнт (филм)
Забриски пойнт (на английски: Zabriskie Point) е филм от 1970 година на италианския режисьор Микеланджело Антониони.

## Сюжет
Действието в него се развива в края на 1960-те и отразява контракултурата в САЩ.

## В ролите
| Изпълнител       | Роля                           |
| ---------------- | ------------------------------ |
| Марк Фречет      | Марк                           |
| Дария Халприн    | Дария                          |
| Пол Фикс         | собственик на крайпътната къща |
| Бил Герауей      | Морти                          |
| Катлийн Клийвър  | Катлийн                        |
| Род Тейлър       | Ли Ален                        |
| Дж. Ди. Спрадлин | сътрудник на Ли                |

## Продукция
Снимките започват през юли 1968 година в Лос Анджелис след което продължават във Финикс, Аризона и Мъртвата долина. Някои от сцените на филма са заснети в местността Забриски пойнт, Мъртвата долина. Това е вторият от общо три филма на английски език, за които Карло Понти има договор с Метро-Голдуин-Майер. По време на снимките Антониони критикува американската филмова индустрия за прахосничеството и разхищението, което той намира едва ли не аморално и го сравнява с много по-икономичния подход на италианските студиа.

## Музика
Музиката във филма включва изпълнения на Пинк Флойд, Джери Гарсия, Пати Пейдж, Грейтфул Дед и Ролинг Стоунс.

## Рецензия
Въпреки че филмът става култов, при пускането му по екраните той всъщност се счита за провал и получава негативна оценка от повечето филмови критици.